# Basketball-Weltmeisterschaft der Damen 1967
Die Basketball-Weltmeisterschaft der Damen 1967 (offiziell: World Championship for Women 1967) fand vom 15. bis 22. April 1967 in der Tschechoslowakei statt und war die fünfte Basketball-Weltmeisterschaft der Frauen unter der Schirmherrschaft des Weltbasketballverbandes FIBA. Ausgetragen wurden die Spiele in Prag, hauptsächlich in der Sporthalle Sportovní hala Praha.
Zum dritten Mal in Folge wurde die Spielerinnen der Sowjetunion Weltmeister. Überraschenderweise holte Südkorea die Silbermedaille, während die Tschechoslowakei
die Bronzemedaille gewann. Dabei besiegten die Außenseiterinnen aus Südkorea Gastgeber Tschechoslowakei mit 67:66 in einem Spiel, das als die größte Überraschung bei einer Frauen-WM bis dahin bezeichnet wurde.
Südkoreas Park Shin‑ja war treibende Kraft für die Überraschungs-Silbermedaille und wird in Rückblicken oft als „herausragendste Spielerin“ des Turniers bezeichnet.

## Vorrunde
In der Vorrunde wurden die Mannschaften in drei Gruppen aufgeteilt, zwei mit je vier Teams und eine mit drei Teams. Die beiden besten Teams aus jeder Gruppe zogen in die Finalrunde ein. 

### Gruppe A
| Platz | Team               | Sp. | S | N | Korbpunkte | Diff. | Punkte |
| ----- | ------------------ | --- | - | - | ---------- | ----- | ------ |
| 1.    | Sowjetunion        | 3   | 3 | 0 | 229:122    | +107  | 6      |
| 2.    | Jugoslawien        | 3   | 2 | 1 | 169:184    | −15   | 5      |
| 3.    | Vereinigte Staaten | 3   | 1 | 2 | 122:167    | −45   | 4      |
| 4.    | Australien         | 3   | 0 | 3 | 133:180    | −47   | 3      |

### Gruppe B
| Platz | Team             | Sp. | S | N | Korbpunkte | Diff. | Punkte |
| ----- | ---------------- | --- | - | - | ---------- | ----- | ------ |
| 1.    | Südkorea         | 2   | 2 | 0 | 143:122    | +21   | 4      |
| 2.    | Tschechoslowakei | 2   | 1 | 1 | 107:106    | +1    | 3      |
| 3.    | Italien          | 2   | 0 | 2 | 95:117     | −22   | 2      |

### Gruppe C
| Platz | Team      | Sp. | S | N | Korbpunkte | Diff. | Punkte |
| ----- | --------- | --- | - | - | ---------- | ----- | ------ |
| 1.    | DDR       | 3   | 3 | 0 | 161:152    | +9    | 6      |
| 2.    | Japan     | 3   | 2 | 1 | 156:146    | +10   | 5      |
| 3.    | Bulgarien | 3   | 1 | 2 | 167:172    | −5    | 4      |
| 4.    | Brasilien | 3   | 0 | 3 | 178:192    | −14   | 3      |

## Platzierungsrunde
Die Mannschaften, die die Finalrunde nicht erreichten, spielten in der Platzierungsrunde im Rundenturnier-Modus die Plätze 7 bis 11 aus. Dabei wurden die Ergebnisse aus der Vorrunde übernommen.
| Platz | Team               | Sp. | S | N | Korbpunkte | Diff. | Punkte |
| ----- | ------------------ | --- | - | - | ---------- | ----- | ------ |
| 1.    | Bulgarien          | 4   | 4 | 0 | 263:179    | +84   | 8      |
| 2.    | Brasilien          | 4   | 3 | 1 | 246:217    | +29   | 7      |
| 3.    | Italien            | 4   | 1 | 3 | 188:224    | −36   | 5      |
| 4.    | Australien         | 4   | 1 | 3 | 204:234    | −30   | 5      |
| 5.    | Vereinigte Staaten | 4   | 1 | 3 | 171:218    | −47   | 5      |

## Finalrunde
In der Finalrunde spielten die sechs Mannschaften im Rundenturnier-Modus um die Weltmeisterschaft und die weiteren Plätze zwei bis sechs. Dabei wurden die Ergebnisse aus der Vorrunde übernommen.
| Platz | Team             | Sp. | S | N | Korbpunkte | Diff. | Punkte |
| ----- | ---------------- | --- | - | - | ---------- | ----- | ------ |
| 1.    | Sowjetunion      | 5   | 5 | 0 | 371:259    | +112  | 10     |
| 2.    | Südkorea         | 5   | 4 | 1 | 340:339    | +1    | 9      |
| 3.    | Tschechoslowakei | 5   | 3 | 2 | 315:263    | +52   | 8      |
| 4.    | DDR              | 5   | 2 | 3 | 277:296    | −19   | 7      |
| 5.    | Japan            | 5   | 1 | 4 | 250:309    | −59   | 6      |
| 6.    | Jugoslawien      | 5   | 0 | 5 | 269:356    | −87   | 5      |

## Endstand
Der offizielle Endstand zum Abschluss des Turniers:
| Rang   | Team               | Bilanz | WM-Teilnahme |
| ------ | ------------------ | ------ | ------------ |
| Gold   | Sowjetunion        | 7:0    | 4.           |
| Silber | Südkorea           | 5:1    | 2.           |
| Bronze | Tschechoslowakei   | 4:2    | 4.           |
| 4      | DDR                | 4:3    | 1.           |
| 5      | Japan              | 3:4    | 2.           |
| 6      | Jugoslawien        | 2:5    | 3.           |
| 7      | Bulgarien          | 4:2    | 3.           |
| 8      | Brasilien          | 3:3    | 4.           |
| 9      | Italien            | 1:5    | 1.           |
| 10     | Australien         | 1:5    | 2.           |
| 11     | Vereinigte Staaten | 1:5    | 4.           |